# 휴이 루이스 앤 더 뉴스
휴이 루이스 앤 더 뉴스(Huey Lewis and the News)은 미국의 팝 록 밴드이다.

## 같이 보기
- 블루아이드 솔
- 뉴 웨이브 (음악)
- 파워 팝